# Latifundio Greene
El Latifundio Greene fue un latifundio bajo la propiedad del empresario minero estadounidense William Cornell Greene, la cual fue fundada en 1899 en Cananea, Sonora, que se extendía por ambos lados de la frontera mexicana y estadounidense (dentro del estado de Arizona). A pesar de la Revolución mexicana y la expropiación de tierras por parte de los gobiernos posrevolucionarios, Greene y su familia continuarían con la posesión del latifundio hasta su expropiación por el presidente Adolfo Ruíz Cortines el 21 de agosto de 1958.

### Antecedentes
Previo a la creación del Latifundio Greene, los registros más antiguos sobre la zona que se convertiría en el latifundio son de a mediados del siglo XVII cuando los primeros exploradores y conquistadores españoles identificaron una pequeña ranchería habitados por indígenas pimas, los cuales eventualmente serían sometidos a la obediencia por las autoridades españolas. Más adelante, en 1686 fue descubierta una conspiración del cacique Canito que sería reprimida por el Alcalde Mayor, Barba Figueroa.
Las primeras actividades mineras de la zona que serían características para la futura Cananea iniciarían en 1760 por las minas Expresa-Almada, las cuales fueran descubiertas por los misioneros jesuitas. Sin embargo, para 1762 la actividad minera estaba en decadencia y no pudieron sacar provecho por la expulsión de los jesuitas de la Nueva España y el resto de los virreinatos por parte del Rey Carlos III, como resultado de las reformas borbónicas.
Por medio siglo, la actividad minera en la zona sería inactiva hasta la adquisición de las minas por parte de Don José Pérez a principios del siglo XIX, que serían sucedidas a su hijo, el teniente coronel Don Ignacio Pérez. Este último, con la asociación de Don José María de Arvallo, establecerían la haciendo de “El Rito” en 1831. Más adelante en 1860, el General Ignacio Pesqueira adquiría las siguientes propiedades: “El Ronquillo”, “Chivatera”, “La Plomosa”, “La Tordilla” y “El Cobre”, teniendo como centro a Cananea Vieja. En 1883, C.S. Benham adquirió propiedades de la zona y organizó la Cananea Ming Company, que operó aproximadamente tres a cuatro años. En 1885, Ignacio Pesqueira denunció la “Elenita”, la cual más tarde sería vendida por sus hijos al licenciado Hilario S. Gavilando; este último también denunciaría al Fundo Juárez que era propiedad de O.D. Croker, quien la había dejado caducar. Para mayo de 1888, Gavilando compró la mina “Qué Esperanzas” al descubridor Jorge Kent y denunció La Quintera, además de La Alfredereña y Unión Mexicana que habían sido abandonadas por los hermanos Robles. Las tierras de lo que sería el latifundio Greene serían propiedad de estas figuras previo a la llegada y adquisición de estas tierras por parte de William Greene en 1899.

### La revolución mexicana e intentos de expropiación antes de 1958
Durante el estallido de la revolución mexicana en 1910, William Greene se negó a abandonar México a comparación de otros empresarios estadounidenses y demás extranjeros. Greene tenía planeado recuperar su riqueza con la construcción de varias presas, pero fallecería poco después de la renuncia de Porfirio Díaz. Se caería de una carreta, quebrándose tres costillas y una clavícula; combinada con su pobre salud, Greene contraería una neumonía y fallecería el 5 de agosto de 1911.
Tras su muerte, Greene heredó el latifundio a nombre de su segunda esposa, Mary Benedict Greene, además de sus compañías ganaderas que operaban en el mismo latifundio: la Cananea Cattle Company y la Greene Cattle Company. Inclusive tras su muerte, la familia Greene continuaría con la propiedad del latifundio durante el conflicto armado revolucionario e inclusive tras el proceso de reconstrucción posrevolucionario. Sin embargo, hubo muchos intentos y demandas de expropiación del latifundio. Cabe aclarar, que a pesar de que los líderes de la huelga de 1906, Manuel M. Diéguez y Esteban Baca Calderón se convirtieron en generales durante la revolución, no hubo reclamos de sus partes por expropiar las tierras.
Los reclamaciones para expropiar el latifundio Greene iniciarían en la década de 1920 por un personaje que se convertiría en el actor principal de la expropiación en 1958: Jacinto López Moreno se mudaría de Banámichi a Cananea en 1924 y rápidamente se relacionaría con los mineros, absorbería las ideas sindicales y organizaría su propia organización de trabajadores que llevaría a su expulsión en 1928; antes de ser expulsado, Jacinto López juró regresar a Cananea para lograr la expropiación del latifundio y regresar las tierras a México.
Desde entonces, Jacinto López, el profesor Ramón Oquita Montenegro y otros líderes sindicales reclamarían la expropiación del Latifundio Greene. Sin embargo, antes de la expropiación no hubo muchos intentos oficiales a pesar de las presiones populares, con la excepción durante la presidencia de Lázaro Cárdenas, cuando le propusieron expropiar el terreno: Cárdenas negó la propuesta, ya que argumentó que las tierras eran de poca utilidad para los campesinos, que era el grupo que buscaba beneficiar durante su sexenio. Otras razones por las que se evitó la expropiación del Latifundio Greene por un largo periodo de tiempo fue por las alianzas de la familia con el gobierno, diversas estrategias para evadir la ley, además de la improductividad de la tierra para la agricultura en caso de expropiación.Sin embargo, el proceso de expropiación del latifundio empezaría en 1954 con las declaraciones de Rosina Cavazos, exesposa de William Greene Jr., y su abogado Erasmo Lozano Rocha.

### Expropiación del Latifundio Greene

#### Demanda de Rosina Cavazos
Previo a la demanda de Rosina Cavazos contra William Greene Jr., Greene Jr. fue uno de los hijos de William C. Greene y, entre los herederos del latifundio, el más reconocido entre los herederos del latifundio de su padre. Esto se debía porque fue el único que hablaba español, constantemente visitaba Cananea y el latifundio a comparación de los otros herederos Greene, además de estar casado con una mujer de nacionalidad mexicana, Rosina Cavazos de Greene. Se desconoce la razón del divorcio, pero se sabe que terminaron en malos términos, debido a que el abogado de ella no sólo la representó en el caso de su juicio, sino que también le ayudó a hacer pública las maneras ilegales en que la familia Greene continuaba la propiedad del latifundio. Esta información llegaría a los diarios y a la presidencia en 1954.

En la demanda de Cavazos, se expuso a la prensa y autoridades que la propiedad del Latifundio Greene estaba en manos de un mismo grupo, pero que legalmente aparentaba estar bajo el control de distintas compañías. En la demanda se incluía la violación de las siguientes tres leyes mexicanas:
1) Violación al artículo 27 constitucional con el conglomerado de terrenos conocido como latifundio Greene y unas residencias en la ciudad de Cananea. Las propiedades estaban dentro de los últimos cien kilómetros del territorio mexicano, franja territorial donde la Constitución mexicana prohibía que los extranjeros fueran propietarios.
2) Violación a las leyes migratorias, fiscales, de vías generales de comunicación, aduanales y bancarias, todas perpetradas por el férreo control que tenían los propietarios de los terrenos en cuestión.

3) Violación a las regulaciones de constitución y creación de empresas, pues las empresas de los Greene se constituyeron sin el permiso de la Secretaría de Relaciones Exteriores. Este requerimiento existía desde el 27 de septiembre de 1947 y estipulaba que los notarios públicos no deberían “por ningún motivo autorizar escrituras de constitución de sociedades, cualquiera que sea su índole u objeto, si esta Secretaría [de Relaciones Exteriores] no ha otorgado previamente el permiso”.
Esta demanda, la cual fue inicialmente a Billy Greene y responsabilizaba también a su madre, luego incluyó a las siguientes empresas: Ranchos de Cananea, Productos de Cananea, Ganadera de Cananea, Banco de Cananea, entre otras. Todas estas empresas derivaron de la Cananea Realty Company, la cual repartió la propiedad de la tierra entre estas empresas como arrendatario, pero que aún eran propiedad de Billy Greene. En las memorias de Lozano Rocha, el divorcio fue de Billy Greene y Rosina Cavazos fue uno de los factores que provocó el fin del latifundio.

#### Papel del gobierno estadounidense en la expropiación
Si bien William Greene Jr. era un ciudadano estadounidense, el gobierno estadounidense no estaba completamente interesado en defender a Greene Jr. y tenía cierto interés en la expropiación del latifundio. A partir del interés de Hugh Miller, quien era el director de la Comisión Internacional de Parques y Bosques del Departamento del Interior, quería que se expropiaran las tierras para crear un parque transnacional en la frontera Arizona-Sonora.Si bien había un miedo por parte de varios funcionarios estadounidenses de que la expropiación de tierras tuvieran intereses comunistas y que Billy Greene fue prometido la protección del gobierno, el secretario del Interior, Fred Seaton, sabía que la expropiación era inevitable.

#### Las invasiones campesinas
En 1957, Jacinto López Moreno, líder de la Unión General de Obreros y Campesinos de México, convocó a sus afiliados al Congreso General de Solicitantes de Nuevos Centros de Población Agrícola del Noroeste, en Los Mochis, Sinaloa, donde les informó que el presidente Ruiz Cortines había prometido cumplir su promesa de expropiar el latifundio Greene, pero les pidió paciencia. Sin embargo, López concluyó que, si después de cinco años no se había cumplido, era poco probable que el presidente lo hiciera en su último año. Por lo tanto, la UGOCM redactó un ultimátum y advirtió al gobierno que, si en un año no se realizaban las expropiaciones reclamadas en Sonora, Sinaloa y Baja California, invadirían los terrenos en cuestión.
El 5 de febrero de 1958, la UGOCM inició las invasiones en Sinaloa, donde los campesinos invadieron tierras cercanas a Culiacán. Los campesinos, liderados por Jacinto López, recibieron apoyo de las autoridades locales y, en este caso, Gilberto Flores Muñoz, secretario de Agricultura, les reconoció públicamente su derecho a las tierras. Mientras tanto, en Cananea, Sonora, se intentó una invasión, pero fue repelida por la policía estatal.
Ante esto, las compañías ganaderas Greene tomaron medidas para evitar nuevas invasiones, sacrificando ganado y destruyendo pozos de agua para dificultar el acceso de los campesinos a los recursos. A pesar de estas medidas, en Sinaloa se alcanzó un acuerdo después de negociaciones, y se expropiaron las tierras invadidas. Más tarde, en Baja California, los campesinos de la UGOCM invadieron terrenos con el apoyo del gobernador Braulio Maldonado. Este caso se resolvió rápidamente y, para finales de marzo de 1958, Flores Muñoz anunció la expropiación de las tierras en el valle de Mexicali.
Después de las invasiones en Sinaloa y Baja California, los miembros de la UGOCM hicieron una pausa, ya que se solidarizaron con la campaña presidencial de Adolfo López Mateos.  Sin embargo, después de las elecciones, el 11 de julio de 1958, comenzaron nuevas invasiones en Cananea, específicamente en las tierras de Greene. La situación se volvió tensa, ya que los campesinos se agruparon en el sitio y la prensa oficialista empezó a criticar las invasiones, señalando que podrían perjudicar las negociaciones entre el gobierno y la familia Greene.
A pesar de la oposición, los campesinos continuaron con su lucha, y se realizaron varias movilizaciones para apoyar a Jacinto López, quien fue arrestado junto a otros líderes de la UGOCM. Durante su encarcelamiento, las protestas de las uniones campesinas y otros grupos de solidaridad fueron inmediatas, pidiendo su liberación y exigiendo el cumplimiento de las promesas de expropiación.
El 15 de julio de 1958, Jacinto López y varios de sus colaboradores fueron acusados de despojo, motín y conspiración, siendo enviados a prisión. Sin embargo, a medida que las noticias sobre su detención se expandieron, la figura de Jacinto López creció y fue visitado por líderes sindicales y políticos, como Demetrio Vallejo y Francisco Guerrero. La situación se volvió un tema de debate, ya que se discutió si la expropiación del latifundio Greene finalmente se llevaría a cabo o si seguiría siendo un tema de negociaciones con la familia Greene, quienes se mostraron reacios a vender las tierras.

#### Reacciones del gobierno sonorense, gobierno federal y la expropiación
Cuando las noticias de la demanda de Rosina Cavazos llegaron al gobierno federal, inicialmente se hizo un caso omiso por parte de la presidencia. Desde las elecciones de 1952, el candidato del PRI Adolfo Ruíz Cortines había prometido que, para el final de su presidencia, el Latifundio Greene se habría expropiado. Pero, para el año de 1957 y antes de las elecciones de 1958, el presidente Ruíz Cortines no había cumplido. El incumplimiento por parte del gobierno federal y la pasividad durante la situación causó el revuelo de Jacinto López y el UGOCM.
Aparte de la falta de reacción del gobierno federal, Jacinto López y la UGOCM desconfiaban de la capacidad del gobierno estatal de apoyar al movimiento campesino a favor de la expropiación debido al entonces gobernador Álvaro Obregón Tapia, quien era visto como un protector de los terratenientes al ser él mismo uno de los terratenientes más importantes de Sonora. Así, la UGOCM inició sus invasiones en febrero de 1958, con el apoyo de otros activistas campesinos en Sinaloa y Baja California que se sumaban a la causa de la repartición de tierras.
Tras las invasiones de Sinaloa y Baja California, los miembros de la UGOCM pararon sus invasiones tras la visita del candidato Adolfo López Mateos a Sonora en abril de ese año y su reunión con líderes del Partido Popular,  del cual Jacinto López era miembro. Tras la visita del candidato a Cananea, la situación se calmó de mayo hasta pasada las elecciones, el 11 de julio de 1958 cuando empezó la invasión del Latifundio Greene.
Tras el arresto y aprehensión de Jacinto López y otros activistas, se generó un debate sobre la adjudicación de quiénes luchaban por la expropiación: mientras el Partido Popular se adjudicaba esta causa, la Secretaría de Agricultura decía que Flores Muñoz estaba negociando con la familia Greene desde el mes pasado. Sin embargo, esta era una verdad a medias porque Ruíz Cortines sí le dio la orden a Muñoz, pero omitieron decir que los Greene negaron vender el latifundio.
A pesar de los problemas entre la familia Greene, el UGOCM y el gobierno estatal, el Congreso de la Unión finalmente resolvió “no ha lugar” y publicó el decreto presidencial de expropiación de 261,000 hectáreas del latifundio Greene. Hubo gran júbilo en Sonora y Cananea, además que el Congreso lo declaró día festivo: se anunció la comitiva que tomaría la posesión de las tierras, encabezada por el secretario de Agricultura y el gobernador, este primero fue a Cananea e izó la bandera mexicana en las tierras expropiadas. Sin embargo, la expropiación de las tierras resultó en el reparto de estas tierras solo fue hecha a aquellos afiliados a la Confederación Nacional Campesina, mientras aquellos fuera del sistema priista, como los de la UGOCM, fueron excluidos del reparto.